# نبردهای غزنویان در هند
نبردهای غزنویان در هند به مجموعه ای از لشکرکشی‌های نظامی به مدت ۵۴ سال (۹۷۳-۱۰۲۷) توسط امپراتوری غزنوی، ابر قدرت سده‌های ۹، ۱۰ و ۱۱ میلادی، عمدتاً توسط سلطان محمود غزنوی به شبه قاره هند اشاره دارد که تاثیر عمیقی بر تاریخ و فرهنگ هند بر جای گذاشته، آغاز نفوذ زبان دری و حکومت ۵۰۰ ساله مسلمانان بر هند به‌ شمار می‌رود.